# Alinza banianoides
Alinza banianoides är en fjärilsart som beskrevs av William Schaus 1916. Alinza banianoides ingår i släktet Alinza och familjen nattflyn. Inga underarter finns listade i Catalogue of Life.